# 何塞·佩德拉萨
何塞·佩德拉萨（西班牙語：José Pedraza，1937年9月19日—1998年6月1日），墨西哥男子田径运动员。他曾代表墨西哥参加1968年夏季奥林匹克运动会田径比赛，获得男子20公里竞走银牌。